# Pierre Didier (peintre)
 (avril 2024).
La mise en forme du texte ne suit pas les recommandations de Wikipédia : il faut le « wikifier ».
Les points d'amélioration suivants sont les cas les plus fréquents. Le détail des points à revoir est peut-être précisé sur la page de discussion.
- Les titres sont pré-formatés par le logiciel. Ils ne sont ni en capitales, ni en gras.
- Le texte ne doit pas être écrit en capitales (les noms de famille non plus), ni en gras, ni en italique, ni en « petit »…
- Le gras n'est utilisé que pour surligner le titre de l'article dans l'introduction, une seule fois.
- L'italique est rarement utilisé : mots en langue étrangère, titres d'œuvres, noms de bateaux, etc.
- Les citations ne sont pas en italique mais en corps de texte normal. Elles sont entourées par des guillemets français : « et ».
- Les listes à puces sont à éviter, des paragraphes rédigés étant largement préférés. Les tableaux sont à réserver à la présentation de données structurées (résultats, etc.).
- Les appels de note de bas de page (petits chiffres en exposant, introduits par l'outil «  Source ») sont à placer entre la fin de phrase et le point final[comme ça].
- Les liens internes (vers d'autres articles de Wikipédia) sont à choisir avec parcimonie. Créez des liens vers des articles approfondissant le sujet. Les termes génériques sans rapport avec le sujet sont à éviter, ainsi que les répétitions de liens vers un même terme.
- Les liens externes sont à placer uniquement dans une section « Liens externes », à la fin de l'article. Ces liens sont à choisir avec parcimonie suivant les règles définies. Si un lien sert de source à l'article, son insertion dans le texte est à faire par les notes de bas de page.
- La présentation des références doit suivre les conventions bibliographiques. Il est recommandé d'utiliser les modèles {{Ouvrage}}, {{Chapitre}}, {{Article}}, {{Lien web}} et/ou {{Bibliographie}}. Le mode d'édition visuel peut mettre en forme automatiquement les références.
- Insérer une infobox (cadre d'informations à droite) n'est pas obligatoire pour parachever la mise en page.

Pour une aide détaillée, merci de consulter Aide:Wikification.
Si vous pensez que ces points ont été résolus, vous pouvez retirer ce bandeau et améliorer la mise en forme d'un autre article.
Pour les articles homonymes, voir Pierre Didier et Didier.
Pierre Didier, né le 1er mai 1929 à Proville près de Cambrai, est un peintre français dont l'œuvre, empreinte d'abstraction et de surréalisme à ses débuts, se tourne aujourd'hui vers l'hyperréalisme. Il est établi dans les Vosges, d'où est originaire sa famille.

## Repères biographiques
Il passe son enfance dans les Vosges. Réfugié à Paris, la maison familiale détruite par la guerre, il est admis à l'école des Beaux-Arts en 1944. Il est alors l'élève de Paul Lemagny, aux côtés de Bernard Buffet.
En 1946, il choisit de quitter les Beaux-Arts pour rejoindre l'atelier de Paul Colin où il sera massier pendant quatre ans. Il fréquente l’atelier de Fernand Léger et devient son élève dès 1949.
Après son service militaire, il effectue de fréquents voyages d'études à la recherche de la technique picturale des maîtres anciens, aux Pays-Bas, en Belgique, Allemagne, Italie et Suisse.
L'abstraction et le surréalisme sont présents dans son œuvre dès le début des années 1950, ainsi que la recherche obstinée d'une forme d'expression du réel, attachée à l'exigence d'une figuration sobre et contemporaine. À partir de 1953, Pierre Didier expose en permanence dans les galeries, puis dans les salons en France, Suisse, Allemagne. Depuis 1960, il participe au salon Comparaisons dans le Groupe Cadiou, au Salon de la Société Nationale des Beaux-Arts, au Salon de la peinture à l'eau.
Georges Pompidou dira en 1968 à cet artiste demeurant en Lorraine : « vous me faites découvrir un apport personnel nouveau du surréalisme. » Sociétaire de la Nationale des Beaux Arts. Pierre Didier obtient le Grand Prix d'Arts Plastiques de la ville de Nancy en 1953 et le premier prix « Nature morte » de la Côte d'Azur en 1966.
Il a vécu et travaillé en alternance entre Paris et la Lorraine. Il poursuit actuellement à Saint-Dié le cours d'une création qui n'a jamais été interrompue. Son style actuel est désormais celui de l'hyperréalisme.

## Citations
- « La conquête du réel, dans sa structure intime et dans son énergie fantastique, est le grand souci de notre siècle. On sait que ce problème est devenu celui des artistes autant que des savants et qu'il explique, sinon justifie, les efforts de l'esthétique abstraite. L'intérêt de l'œuvre de Didier réside dans la précision lucide et rigoureuse avec laquelle cet artiste a entrepris d'incarner dans la peinture cette découverte approfondie de la réalité. À cet égard, les toiles qu'il a exécutées pendant les dernières années présentent une perfection singulière qui mérite de retenir notre attention » (Raymond Charmet)[4].
- « J'en appelle avec impatience à cette vision du monde que Pierre Didier nous distille. Vision de l'énergie, où la lumière corpusculaire vibre et circule, du noyau dur de l'objet pauvre au réseau harmonieux de l'univers des interstices » (Noël Nel)[5].
- « Lui, Pierre Didier, empoigne l'objet, le sort de son refuge, le tourne, le retourne, le palpe, le caresse, le frappe – toujours avec respect – pour mieux le lire, le plante là où il n'était pas, où il ne sera jamais, hormis en l'ordre vrai des choses qui échappe à l'homme distrait ou pressé de mourir. Puis il offre la lumière, sa lumière et, tel un astronaute en mission, passe derrière lui en exploration d'une face cachée qui le fascine » (Gilles Laporte)[6].

## Principales expositions particulières
- 1956 Paris - Galerie Ror Volmar, Matignon[7].
- 1956 Vence – Galerie des Remparts.
- 1957 Anvers – Galerie Dorekens.
- 1962 Paris – Galerie Madeleine Rauch, rue Saint-Honoré.
- 1963 Strasbourg – Galerie Mehr.
- 1964 Zurich – Galerie Zum Prediger.
- 1978 Paris – Galerie des Arts Plastiques Moderne, J-F Gobbi, rue de Seine.
- 1978 Langeais – Domaine de Vernou.
- 1980 Musée de Saint-Dié, Rétrospective.
- 1983 Strasbourg – Galerie du Sagittaire.
- 1984 Musée d'Épernay.
- 1987 Friedrichshafen – Graf Zepplin Haus.
- 1990 Strasbourg – Galerie Bultel.
- 1992 Paris – Mairie du 16e, Rétrospective.
- 1999 Musée de Saint-Dié, Rétrospective.
- 2007 Épinal – Conseil général des Vosges.
- 2011 Musée de Saint-Dié[8]

## Participations aux expositions du groupe «Les peintres de la réalité»
À partir des années 1960 dans les salons parisiens
- 1983 Lyon – Galerie Saint-Hubert.
- 1984 Musée de Lunéville.
- 1985 Château de Bourdeilles.
- 1985 Paris – Mairie du 10e  et Mairie du 16e.
- 1986 Lyon – Galerie Saint-Hubert.
- 1993 Paris – Grand Palais. Exposition « Le triomphe du trompe-l'œil ».
- 2007 Saint-Avold – Exposition Plastica Naboria.

## Salons
- Salon Comparaisons.
- Salon de la nationale des Beaux-Arts.
- Salon du dessin et de la peinture à l’eau.

## Permanence en galeries
- 1953 à 1962	Paris – Galerie Madeleine Rauch, rue Saint-Honoré.
- 1962 à 1966	Zurich – Galerie Zum Prediger.
- 1962 à 1971	Paris – Galerie Madame Marcel Guiot, rue du faubourg Saint-Honoré.
- 1974 à 1981	Paris – Galerie des Arts Plastiques Moderne, J-F Gobbi, rue de Seine et Matignon.
- 1981 à 1990	Strasbourg – Galerie Bultel.

## Acquisitions officielles
- Ville de Nancy
- Ville de Paris
- Musée Épinal
- Musée de Saint-Dié
- Musée d'Épernay.

## Documents audiovisuels
- Émission télévisée, Strasbourg, Est Magazine, 1957.
- Entretien radiodiffusé avec Bernard Rossignon, Lorraine Champagne, août 1962.
- Émission télévisée, Est Magazine, août 1962.
- Entretien radiodiffusé, Paris, août 1962.
- Émission télévisée avec Adam Saulnier, Paris 1962.
- Émission télévisée avec Bernard Rossignon et M Thevenon, Saint-Dié, 1965, 1968, 1972.
- Émission télévisée, Région Ouest, 1978.
- Émission télévisée Toile de Fond, avec Ronald St-Sauveur, Alsace, 1982 et 1983.
- Émissions télévisées, Lorraine-Champagne-Ardenne, Musée d'Épernay 1984 et Musée de Lunéville 1984.
- Émission radiodiffusée, entretien avec Gilles Laporte, Saint-Dié, 1985.
- Film Pierre Didier de Gilles Laporte, réalisation Christophe Voegelé, Visuel Création Épinal, 2002.